# 弱身麗體魚
弱身麗體魚，為輻鰭魚綱鱸形目隆頭魚亞目慈鯛科的其中一種，分布於南美洲巴拉圭Acaray河流域，體長可達6.6公分，棲息在河川中底層水域，生活習性不明，可做為觀賞魚。

## 擴展閱讀
維基物種上的相關：弱身麗體魚